# دنیای آران‌ای

مقایسه RNA (چپ) و DNA (راست)، که مارپیچ‌ها و بازنوکلئوتیدهایی که هر کدام به کار می‌برند را نشان می‌دهد.

دنیای آراِن‌اِی مرحله‌ای فرضی در تاریخ فرگشتی حیات بر زمین است، که در آن مولکول‌های خودجایگزین‌گر RNA پیش از فرگشت DNA و پروتئین‌ها تکثیر و فزونی یافتند. این عبارت همچنین به فرضیه‌ای اشاره دارد که وجود چنین مرحله‌ای را می‌پندارد.
اولین بار الکساندر ریچ در سال ۱۹۶۲ میلادی مفهوم دنیای RNA را طرح کرد، و والتر گیلبرت در ۱۹۸۶ این اصطلاح را ابداع کرد. مسیرهای شیمیایی دیگری نیز به حیات پیشنهاد شده‌اند، و حیات بر پایه RNA می‌تواند اولین حیاتی نباشد که موجود بوده است. حتی با این حال، شواهد برای دنیای RNA به اندازه کافی قوی هستند که این فرضیه پذیرش گسترده به دست آورده است.